# 박주원 (배우)
박주원(한국 한자: 朴珠嫚, 2001년 8월 27일 ~ )는 대한민국의 배우이다.

## 학력
- 리라초등학교 (졸업)
- 원촌중학교 (졸업)
- 진선여자고등학교 (졸업)
- 성산여자대학교 융합문화예술대학 미디어영상연기학과 (재학)

## 드라마
- 2021년 JTBC 《구경이》 - 케이 친구 여고생 역
- 2022년 웹드라마 《돈 라이 라희》- 유연 역
- 2021년 Watcha 《묘경: 시간마을 이야기》 - 미주 역
- 2022년 TVING 《뉴 노멀진》 - 여고생 역
- 2023년 웹드라마 《뷔.아이.피셜》 - 호온영 역
- 2023년 JTBC 《닥터 차정숙》 - 어린 차정숙 (엄정화 아역)
- 2023년 U+모바일tv 《밤이 되었습니다》 - 안나희 역
- 2024년 Disney+ 《강남 비-사이드》 - 이정화 역
- 2025년 KBS2 《내 여자친구는 상남자》 - 최유리 역

## 영화
- 2024년 1980 - 영희 역